# 那加日新町
那加日新町（なかにっしんちょう）は、岐阜県各務原市の地名。現行行政町名は那加日新町一丁目から五丁目。

## 地理
各務原市の那加地区に属する。町域の東部は那加新加納町、金属団地、西部は岐阜市高田、岐阜市芋島、南部は金属団地、那加萱場町、那加緑町、北部は那加新加納町、那加西浦町に接する。
道路
- 東海北陸自動車道
- 県道181号岐阜那加線
- 那加メーンロード
- スチールロード

## 歴史
1980年（昭和55年）、那加新加納町及び1979年に岐阜市との境界変更で各務原市に編入された地区（岐阜市高田の一部、芋島の一部）をもって那加日新町が成立。

## 世帯数と人口
2024年（令和6年）10月1日現在の世帯数と人口は以下の通りである。尚、各務原市の統計の記述の都合上、一・二丁目、四・五丁目、七・八丁目を合わせて記述する。
| 丁目                 | 世帯数 | 人口  |
| -------------------- | ------ | ----- |
| 那加日新町一・二丁目 | 7世帯  | 13人  |
| 那加日新町三丁目     | 25世帯 | 61人  |
| 那加日新町四・五丁目 | 7世帯  | 18人  |
| 那加日新町六丁目     | 19世帯 | 29人  |
| 那加日新町七・八丁目 | 16世帯 | 40人  |
| 計                   | 74世帯 | 161人 |

## 小・中学校の学区
市立小・中学校に通う場合、学区は以下の通りとなる。尚、那加日新町の自治会は新加納町第4自治会、新加納町第5自治会である。
| 番・番地等 | 小学校                   | 中学校               |
| ---------- | ------------------------ | -------------------- |
| 全域       | 各務原市立那加第一小学校 | 各務原市立那加中学校 |

## 主な施設
- ケーズデンキ各務原店

## 交通機関
- 各務原市ふれあいバス川島線
- 373バス